# أخلاقيات التسويق
السياسة
أخلاقيات التسويق بالإنجليزية:Marketing ethics هي مجال الأخلاق التطبيقية التي تتعامل مع المبادئ الأخلاقية وراء تشغيل وتنظيم التسويق. تتداخل بعض مجالات أخلاقيات التسويق (أخلاقيات الإعلان والترويج) مع أخلاقيات وسائل الإعلام.

## القضايا الأساسية في أخلاقياات التسويق

### أطر تحليل التسويق للأطر الممكنة
1. إطار قائم على القيم:   يُحلل المشكلات الأخلاقية من خلال القيم التي تنتهكها، مثل الصدق، والاستقلالية، والخصوصية، والشفافية.   مثال على هذا النهج: بيانات الأخلاقيات.
2. إطار موجّه نحو أصحاب المصلحة:   يُركّز على تحليل المشكلات من منظور الأشخاص أو الجهات المتأثرة بها، مثل المستهلكين، والمنافسين، والمجتمع ككل.
3. إطار عملي التوجه:   يُعالج القضايا الأخلاقية ضمن فئات مألوفة للمتخصصين في التسويق، مثل: البحث، التسعير، الترويج، والتوزيع.

ومع ذلك، لا يُتيح أي من هذه الأطر بمفرده تصنيفًا شاملًا ومتكاملًا لمجموعة القضايا المتنوعة في مجال أخلاقيات التسويق.

### تحليل قائم على القوة
على عكس الانطباعات الشائعة، ليس كل التسويق هو عدائي، ولا يتم تكديس كل التسويق لصالح المسوق. في التسويق، يمكن أن تكون العلاقة بين المنتج / المستهلك أو المشتري / البائع معادية أو تعاونية. للحصول على مثال للتسويق التعاوني، انظر العلاقة التسويقية. إذا كان الوضع التسويقي عدائيًا، يظهر بعدًا آخر للفارق، يصف توازن القوى بين المنتج / المستهلك أو المشتري / البائع. يمكن أن تتركز السلطة مع المنتج (مبتكر التحذير) ، ولكن عوامل مثل الإفراط في العرض أو التشريع يمكن أن تحول القوة نحو المستهلك (بائع التحذير). إن تحديد أين تكمن السلطة في العلاقة وما إذا كان توازن القوة مهمًا على الإطلاق أمرًا مهمًا لفهم الخلفية لمعضلة أخلاقية في أخلاقيات التسويق.

### هل التسويق بطبيعته شرير؟
هناك موقف شعبي مناهض للتسويق يناقش عادة في عالم التدوين والأدب الشعبي وهو أن أي نوع من التسويق شر بطبيعته. ويستند الموقف إلى الحجة القائلة بأن التسويق يرتكب على الأقل واحدًا من ثلاثة أخطاء:
ضرر الاستقلال الشخصي. ضحية التسويق في هذه الحالة هو المشتري المقصود الذي ينتهك حقه في تقرير المصير.
تسبب الضرر للمتنافسين. ترتبط المنافسة الشديدة بشكل مفرط وأساليب التسويق غير الأخلاقية بشكل خاص بالأسواق المشبعة.
التلاعب بالقيم الاجتماعية. الضحية في هذه الحالة هو المجتمع ككل، أو البيئة كذلك. الحجة هي أن التسويق يعزز النزعة الاستهلاكية والنفايات. انظر أيضا: الإنفلونزا، النزعة الاستهلاكية الأخلاقية، مكافحة الاستهلاكية.